# Maidan-Holovciînskîi, Jmerînka
Maidan-Holovciînskîi (în ucraineană Майдан-Головчинський) este un sat în comuna Karmaliukove din raionul Jmerînka, regiunea Vinnița, Ucraina.

## Demografie
Componența lingvistică a localității Maidan-Holovciînskîi
     Ucraineană (100%)
Conform recensământului din 2001, toată populația localității Maidan-Holovciînskîi era vorbitoare de ucraineană (100%).